# 岡村宏一
岡村 宏一（おかむら ひろかず、1928年3月29日 - ）は、日本の土木工学者。工学博士（大阪市立大学）。大阪工業大学名誉教授・構造実験センター（現：八幡工学実験場）第2代所長。
専門は、構造解析、構造工学（複合構造・コンクリート工学）、建設システム工学・橋梁工学、社会基盤マネジメント・維持管理工学。

## 略歴
1952年大阪大学工学部構築工学科卒業。のちに、大阪市立大学（現：大阪公立大学）大学院にて工学博士（大阪市立大学）。同大学工学部助手などを経て、1962年大阪工業大学工学部土木工学科講師、土木工学教室を担当。1965年同学科助教授。同学科教授を経て、1988年大阪工業大学構造実験センター（現：八幡工学実験場）第2代所長（初代所長は伊藤冨雄）。1998年大阪工業大学名誉教授。
主な所属学会は、土木学会、日本計算工学会、日本コンクリート工学会。主な受賞は、土木学会論文賞(1973) 。主な著書は、構造力学〈1〉 土木教程選書（単著、鹿島出版会1988、学術書）、構造力学〈2〉 土木教程選書（単著、鹿島出版会1991、学術書）、世界の蝶と甲虫-岡村宏一コレクション展（単著、大阪市立自然史博物館2002、学術書）。
昆虫標本の収集家としても知られており、その4万点のコレクションは大阪市立自然史博物館に所蔵されている。

## 主な研究
- 新型長期用歪積算計(製作ずみ)の利用による構造物の管理データの自動的作成に関する研究[7]
- 構造物の1つの弾性、および弾塑性立体解析法と、その応用
- Mindlin解を用いた体積力法による3次元体の弾塑性解析
- 道路橋床版の低周波域における振動性状について
- 鋼コンクリート合成枝の輪荷重下での破壊機構と道路橋床版としての適用性に関する研究[8]